# Rajindraparsad Seechurn
Rajindraparsad Seechurn (Martiniere, 1970. június 3. –) mauritiusi nemzetközi labdarúgó-játékvezető.

## Pályafutása

### Nemzeti játékvezetés
A játékvezetői vizsgát 1996-ban tette le, 2001-ben lett hazája legfelső szintű labdarúgó-bajnokságának játékvezetője.

### Nemzetközi játékvezetés
A Mauritiusi labdarúgó-szövetség Játékvezető Bizottsága 2003-ban terjesztette fel nemzetközi játékvezetőnek, a Nemzetközi Labdarúgó-szövetség (FIFA) bíróinak keretébe. Több nemzetek közötti válogatott- és klubmérkőzést vezetett. A mauritiusi nemzetközi játékvezetők rangsorában, a világbajnokság-Afrika-bajnokság sorrendjében az 1. helyet foglalja el 18 találkozó szolgálatával.

#### Világbajnokság
A világbajnoki döntőhöz vezető úton Dél-Afrikába a XIX., a 2010-es labdarúgó-világbajnokságra a FIFA JB bíróként alkalmazta. Az afrikai zónában a CAF JB kiemelkedően foglalkoztatja.
| Időpont             | Helyszín                                   | Mérkőzés típusa            | Mérkőzés                        | Eredmény | Nézők száma |
| ------------------- | ------------------------------------------ | -------------------------- | ------------------------------- | -------- | ----------- |
| 2008. június 1.     | Nemzetközi Stadion, Kairó                  | előselejtező (12. csoport) | Egyiptom–Kongó                  | 2 : 1    | 40 000      |
| 2008. június 14.    | Linité Stadion, Victoria                   | előselejtező (9. csoport)  | Seychelle-szigetek–Burkina Faso | 2 : 3    | 1 000       |
| 2008. szeptember 7. | Mahamasina Municipal Stadion, Antananarivo | előselejtező (7. csoport)  | Madagaszkár–Botswana            | 1 : 0    |             |
| 2009. június 7.     | Omnisports Ahmadou Ahidjo Stadion, Yaoundé | előselejtező (A. csoport)  | Kamerun–Marokkó                 | 0 : 0    | 35 000      |
| 2009. szeptember 6. | Mustapha Tchaker Stadion, Blida            | előselejtező (C. csoport)  | Algéria–Zambia                  | 1 : 0    | 30 000      |
| 2009. november 14.  | Kégué Stadion, Lomé                        | előselejtező (A. csoport)  | Togó–Gabon                      | 1 : 0    | 10 000      |

##### Afrika Kupa
Angolába a 27., a 2010-es afrikai nemzetek kupájának valamint az Egyenlítői-Guineába és Gabonba a 28., a 2012-es afrikai nemzetek kupájának döntőjéhez vezető úton a CAF JB hivatalnoki szolgálattal bízta meg.
| Időpont             | Helyszín                              | Mérkőzés típusa           | Mérkőzés         | Eredmény | Nézők száma |
| ------------------- | ------------------------------------- | ------------------------- | ---------------- | -------- | ----------- |
| 2010. január 12.    | Sr. da Graça Stadion, Benguela        | selejtező (C. csoport)    | Egyiptom–Nigéria | 3 : 1    | 18 000      |
| 2010. január 18.    | Chimandela Stadion, Cabinda           | selejtező (A. csoport)    | Mali–Malawi      | 3 : 1    | 21 000      |
| 2010. július 9.     | National Stadion, Gaborone            | előselejtező (K. csoport) | Botswana–Csád    | 1 : 0    |             |
| 2010. szeptember 5. | Somhlolo Stadion, Lobamba             | előselejtező (I. csoport) | Szváziföld–Ghána | 0 : 3    |             |
| 2010. október 9.    | Benjamin Mkapa Stadion, Dar es-Salaam | előselejtező (D. csoport) | Tanzánia–Marokkó | 0 : 1    |             |
| 2011. március 27.   | 1956. május 19. Stadion, Annaba       | előselejtező (D. csoport) | Algéria–Marokkó  | 1 : 0    |             |

##### Afrikai nemzetek bajnoksága
Elefántcsontpartba az első, a 2011-es afrikai nemzetek bajnokságára illetve Szudánba a 2., a 2011-es afrikai nemzetek bajnokságára az CAF JB játékvezetőként alkalmazta.
| Időpont           | Helyszín                                | Mérkőzés típusa        | Mérkőzés                              | Eredmény |
| ----------------- | --------------------------------------- | ---------------------- | ------------------------------------- | -------- |
| 2009. február 22. | Félix Houphouët-Boigny Stadion, Abidjan | selejtező (A. csoport) | Elefántcsontpart–Zambia               | 0 : 3    |
| 2009. március 1.  | Városi Stadion, Bouaké                  | selejtező (B. csoport) | Ghána–Kongói Demokratikus Köztársaság | 3 : 0    |
| 2009. március 7.  | Félix Houphouët-Boigny Stadion, Abidjan | bronz mérkőzés         | Szenegál–Zambia                       | 1 : 2    |
| 2011. február 4.  | Központi Stadion, Khartoum              | selejtező (A. csoport) | Szudán–Gabon                          | 1 : 0    |
| 2011. február 14. | Központi Stadion, Khartoum              | selejtező (C. csoport) | Kamerun–Elefántcsontpart              | 2 : 0    |
| 2011. február 22. | Központi Stadion, Khartoum              | egyik elődöntő         | Algéria–Tunézia                       | 1 : 1    |

##### Nemzetközi kupamérkőzések
Vezetett Kupa-döntők száma: 1.

###### Afrikai szuperkupa
A CAF JB elismerve szakmai felkészültségét, megbízta a döntő mérkőzés koordinálásával.
| Időpont           | Helyszín                  | Mérkőzés típusa | Mérkőzés                | Eredmény | Nézők száma |
| ----------------- | ------------------------- | --------------- | ----------------------- | -------- | ----------- |
| 2010. február 21. | Kenya Stadion, Lubumbashi | döntő           | TP Mazembe–Stade Malien | 2 : 0    | 35 000      |